# تپه کانی نیاز
تپه کانی نیاز مربوط به هزاره ۴ قبل از میلاد است و در شهرستان سقز، بخش مرکزی، روستای کانی نیاز واقع شده و این اثر در تاریخ ۲۵ اسفند ۱۳۸۰ با شمارهٔ ثبت ۵۱۱۳ به‌عنوان یکی از آثار ملی ایران به ثبت رسیده است.